# Xurşidbanu Natəvan
Xurşidbanu Natəvan oder Churschidbanu Natawan (* 6. August 1832 in Şuşa; † 2. Oktober 1897 ebenda) war eine aserbaidschanische Adelige und Dichterin.

## Leben und Werk

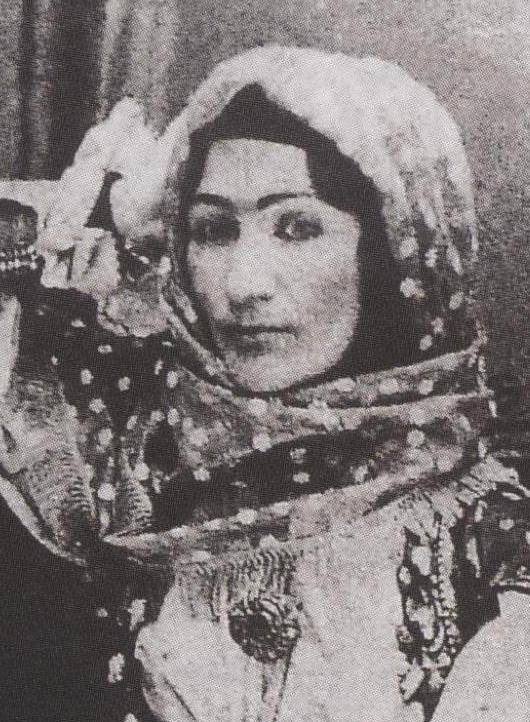
Xurşidbanu Natəvan

Xurşidbanu Natəvan wurde in der Stadt Şuşa in der Region Bergkarabach in Aserbaidschan geboren, das damals nach den drei Russisch-Persischen Kriegen als Gouvernement Elisavetpol zum Russischen Kaiserreich gehörte. Sie war die Tochter des letzten Khans von Karabach Mehdigulu Khan Javanshir (1763–1845), der über Karabach bis zu dessen Umwandlung in eine russische Provinz im Jahr 1822 geherrscht hatte, dann nach Persien floh und mit seiner Familie 1827 wieder nach Karabach zurückkehrte, und von dessen Hauptfrau Badir Jahan Begüm. Der spanische General Juan Van Halen, Teilnehmer am Kaukasuskrieg, berichtet, der Khan habe ein Harem mit 23 Frauen geführt; von seinen direkten Nachkommen ist nur Xurşidbanu Natəvan bekannt.

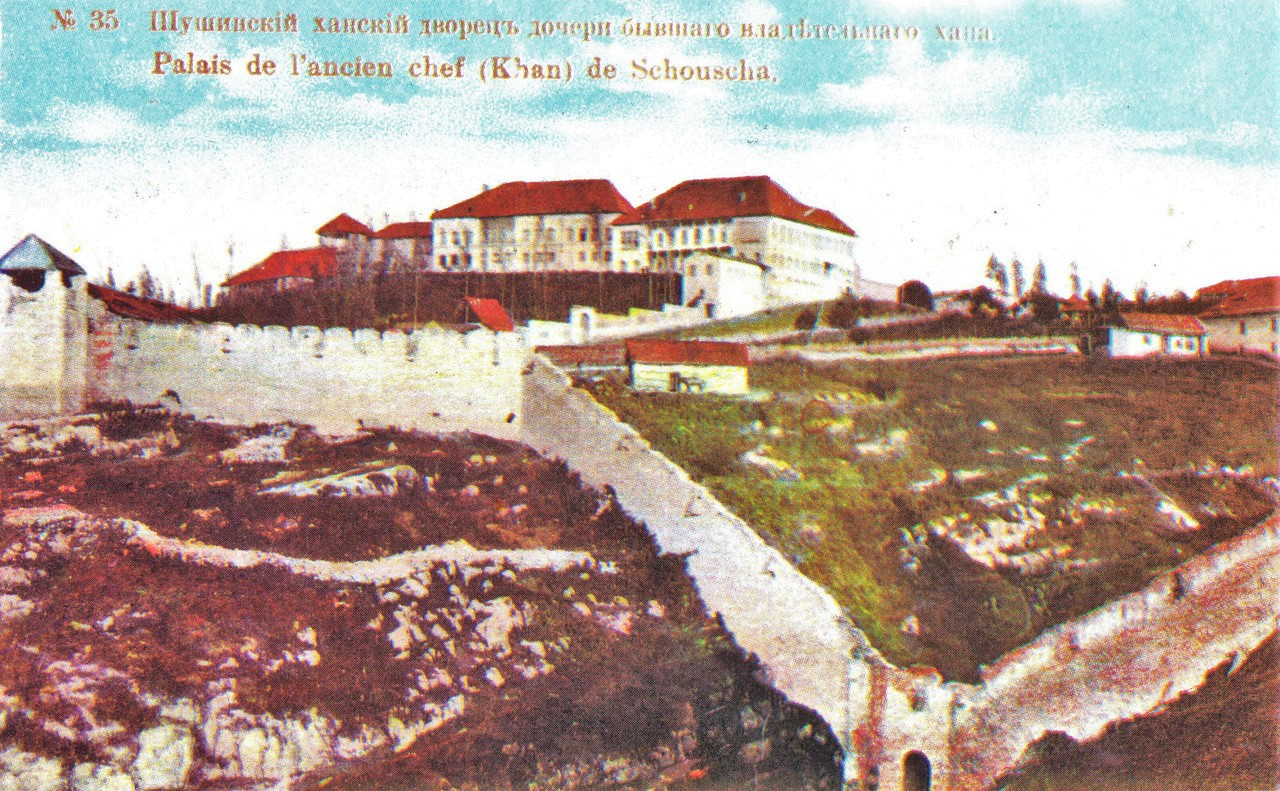
Palast des Khans von Şuşa, Hauptwohnsitz von Xurşidbanu Natəvan, Postkarte

Sie erhielt im Haus des Khans eine gute Erziehung, erlernte mehrere Sprachen, so auch Arabisch und Russisch, und sie hatte Zugang zu den Werken der großen persischen Dichter des Mittelalters wie Firdausi, Nezami, Saadi und Fuzūlī. Auch der aserbaidschanische Schriftsteller und humanistische Philosoph des 19. Jahrhunderts Mirzə Fətəli Axundov hatte einen Einfluss auf ihr dichterisches Werk und ihr öffentliches Wirken. Sie war in erster Ehe mit dem russischen Herzog Khasay Utsmiev verheiratet und nach der Scheidung mit einem Dichter aus Şuşa.
1858 traf sie in Baku den französischen Schriftsteller Alexandre Dumas, der in seinen Memoiren die Begegnung mit der orientalischen Dichterin während seiner Russlandreise beschreibt.
Die Künstlerin war für ihre Gedichte Ghasele und Rubāʿī in persischer und aserbaidschanischer Sprache bekannt, die sie auch unter den persischen Künstlernamen Khurshid Banu und Natavan verfasste. In ihren Werken brachte sie die Trauer über den Tod ihres Sohnes, aber auch andere Aspekte des menschlichen Lebens sowie soziale Themen wie etwa die Unterdrückung der Frauen in der aserbaidschanischen Gesellschaft zum Ausdruck. Darin und auch in ihrem freien sozialen Verhalten zeigte sich ihr Interesse an der westlichen, aufgeklärten Lebensweise. Viele ihrer Gedichte sind in Aserbaidschan als Volkslieder bekannt geworden. Im Jahr 1928 veröffentlichte Salman Mumtaz eine Auswahl der Werke, 1982 erschien eine russische Ausgabe. Auch Natəvans Söhne Mehdigulu Khan und Mir Hasan Ağa Mir und ihre Tochter Khanbike Khanum waren aserbaidschanische Dichter.
Im Jahr 1872 gründete Natəvan in Şuşa einen Dichter- und Musikerkreis, wie sie damals auch in andern Städten Aserbaidschans entstanden. Neben der Literatur pflegte man dort auch die Kultur der traditionellen Mughammusik.

Denkmal von Xurşidbanu Natəvan in Évian-les-Bains

Xurşidbanu Natəvan sorgte als alleinige Erbin des Khans und Großgrundbesitzerin mit philanthropischem Engagement für bessere Lebensbedingungen in der Stadt Şuşa und der Region. Sie ließ Geschäftshäuser, eine Schule, eine Moschee, ein Theater und 1883 eine 10 Kilometer lange Wasserleitung bauen, die den Brunnen Khan qizi bulaghi („Wasser der Khantochter“) speist. Unter Natəvan blühte die Zucht der einheimischen Pferderasse Karabagh, die sie erfolgreich an internationalen Ausstellungen, wie der Weltausstellung Paris 1867, vorstellen konnte.
Bestattet ist sie in einem Familiengrabmal auf dem Imaret-Friedhof in Papravend bei der Stadt Ağdam 30 Kilometer nordöstlich von Şuşa.
Bilder der Künstlerin und persönliche Objekte aus ihrem Nachlass besitzt das Nationalmuseum für aserbaidschanische Literatur in Baku.
Ihr Palast wurde in den 1990er Jahren während des Bergkarabachkonflikts beschädigt, ebenso ein in der Sowjetzeit von der aserbaidschanischen Bildhauerin Hayat Abdullayeva geschaffenes Denkmal der Dichterin in Şuşa, das heute im Park des Kunstmuseums Baku steht. Neuere Statuen von Xurşidbanu Natəvan befinden sich in Baku, bei der Stadtbibliothek von Waterloo in Belgien und in Évian-les-Bains am Genfersee.